# 172P/Yeung
Pour les articles homonymes, voir Yeung.
La comète Yeung, officiellement 172P/Yeung, est une comète périodique du système solaire, découverte le 21 janvier 2002 par William Kwong Yu Yeung.